# Liquigás
Liquigás é uma marca brasileira de distribuição de gás liquefeito de petróleo (GLP) pertencente à Copa Energia. Além do gás para uso doméstico, a Liquigás está presente em produtos e serviços para diversos setores da indústria, comércio e agricultura, pecuária, aviários, condomínios, hotéis, entre outros (GLP granel).
Em 2022, a Liquigás Distribuidora S/A foi incorporada pela Copa Energia, que manteve o nome da empresa como marca.

## História
Em 1953, a empresa italiana Liquigas iniciou suas operações no Brasil, trazendo aproximadamente 187 mil botijões para o envase de GLP no país. Em 1954, é fundada a Liquigás do Brasil, com sede administrativa em São Paulo, e sócios brasileiros.
A companhia realizava operações de envase e distribuição na Refinaria de Mataripe, na Bahia. Formou uma rede de concessionárias, expandindo negócios e atuando no mercado paulista a partir de 1955.
A empresa criou subsidiárias (Liquigás do Paraná-Santa Catarina, Liquigás do Rio Grande do Sul e Liquigás de Minas Gerais-Espírito Santo). Em 1968, as subsidiárias foram unificadas, com a compra da participação societária dos sócios regionais.
Na década de 1970, a Liquigás adquiriu a Heliogás do grupo Motecatini.
Em 1981, a estatal petrolífera italiana Agip, do grupo ENI, comprou integralmente a Liquigás do Brasil, que foi transformada na Agip Liquigás.
Em 1984, em sociedade com outra distribuidora de GLP, a Agip Liquigás constituiu a Companhia Nordestina de Gás (Novogás), passando a atuar no Nordeste do país. No início dos anos 1990, a Novogás adquiriu a Tropigás,  que atuava na região Norte. Em 1997, a Agip Liquigás passou a ser a única acionistas das duas empresas.
Em 1998, a empresa passa a atuar no setor de distribuição de combustíveis, ao comprar uma rede de postos em São Paulo. Em 2000, adquiriu uma parte da rede de postos da Shell e, em 2001, a rede Ipê Distribuidora de Petróleo.
Em 1999, a Agip Liquigás passou a atuar de forma independente na produção e distribuição de lubrificantes automotivos e industriais, bem como na fabricação de registros de gás para uso doméstico.
Em 2000, a Agip Liquigás passa a se chamar Agip do Brasil.
Em agosto de 2004, a BR Distribuidora, subsidiária do grupo Petrobras, comprou a Agip do Brasil por US$ 450 milhões, tendo sido convertida em Liquigás Distribuidora. A BR Distribuidora absorveu os ativos de lubrificantes e combustíveis da Liquigás, que continuou no segmento de distribuição de GLP.

## Privatização
Em 18 de novembro de 2020, o Conselho Administrativo de Defesa Econômica (Cade) aprovou a compra da Liquigás pelo consórcio abrangendo três operações distintas envolvendo as empresas Copagaz, Itaúsa, Nacional Gás (do Grupo Edson Queiroz) e Fogás.
No dia 23 de dezembro de 2020, o consórcio concluiu a compra da Liquigás em uma a transação de R$ 4 bilhões com a Petrobras.
A Copagaz passou a ser a nova controladora da Liquigás, com 83,33% do capital social da companhia, enquanto que a Nacional Gás Butano ficou com 16,67%. A participação da Nacional Gás Butano e da Fogás no negócio teve como objetivo solucionar possíveis preocupações concorrenciais observadas em alguns estados brasileiros, segundo critérios estabelecidos pelo Cade, que determinou a transferência de ativos operacionais à Fogás.
Com o fechamento da aquisição, a holding Itaúsa concluiu também a sua entrada no capital da Copagaz, passando a deter 49% das ações da companhia, que segue controlada pela família Zahran.
Em 2021, em reestruturação societária com o repasse de ativos à Nacional Gás Butano, a Copagaz tornou-se acionista única da Liquigás. No mesmo ano, o grupo foi renomeado para Copa Energia, e a Copagaz passou a ser usada como marca.
Em 2022, a Liquigás Distribuidora foi incorporada pela Copa Energia, permanecendo como marca.
A união de Copagaz e Liquigás criou um grupo que passa a ser o líder no mercado de distribuição de GLP, formado por duas marcas fortes e consolidadas, com operações em 24 estados brasileiros e Distrito Federal, com musculatura financeira e visão estratégica para iniciar um novo ciclo de crescimento no setor brasileiro de energia.

## Estrutura
A Liquigás construiu uma das maiores redes de comercialização e distribuição de GLP no país, estando presente em 23 estados. A Companhia conta com aproximadamente:
- 3.250 funcionários
- 26 Unidades Industriais de Engarrafamento, sendo 21 próprias e 5 de terceiros
- 19 Depósitos de Armazenamento
- 5 escritórios comerciais além da Sede
- mais de 21 milhões de botijões de 13 kg (P13) com as marcas da Liquigás

## Mercado
Segundo a ANP, em 2010 a Liquigás teve participação de 22,3% no mercado de GLP; a empresa é líder de venda de botijões de 13 kg, P-13.
No ano de 2015 a empresa era a segunda maior do ramo de distribuição de GLP no Brasil e comercializou 1,65 milhão de toneladas de GLP; tinha 23 centros operativos, 19 depósitos de armazenamento e cerca de 4.800 revendedores autorizados.
A Liquigás está entre as três maiores no mercado brasileiro de GLP. Sua saída do mercado atende a uma política de enxugamento promovida pela Petrobras. A líder do setor de GLP no Brasil é a empresa Ultragaz, do Grupo Ultra (postos Ipiranga), com cerca de 23,5% de participação no mercado e que, em 2016, tentou comprar a Liquigás. A tentativa foi barrada pelo Cade para evitar concentração ainda maior.
A empresa cearense Nacional Gás possui hoje 19,41% do mercado de distribuição de GLP no país. Já a Copagaz tem perto da metade disso (8,39% do mercado nacional). Portanto, a menor participação da Nacional Gás no consórcio ocorre para que permaneça abaixo dos 30% da fatia nacional.